# Paraleuctra cercia
Paraleuctra cercia är en bäcksländeart som först beskrevs av Okamoto 1922.  Paraleuctra cercia ingår i släktet Paraleuctra och familjen smalbäcksländor. Inga underarter finns listade i Catalogue of Life.